# Tommaso Montano
Tommaso Montano (Livorno, 14 de marzo de 1953) es un deportista italiano que compitió en esgrima, especialista en la modalidad de sable.
Participó en los Juegos Olímpicos de Montreal 1976, obteniendo una medalla de plata en la prueba por equipos. Ganó una medalla de bronce en el Campeonato Mundial de Esgrima de 1974.

## Palmarés internacional
| Juegos Olímpicos   | Juegos Olímpicos   | Juegos Olímpicos  | Juegos Olímpicos  |
| Año                | Lugar              | Medalla           | Prueba            |
| ------------------ | ------------------ | ----------------- | ----------------- |
| 1976               | Montreal (Canadá)  | Medalla de plata  | Sable por equipos |
| Campeonato Mundial |                    |                   |                   |
| Año                | Lugar              | Medalla           | Prueba            |
| 1974               | Grenoble (Francia) | Medalla de bronce | Sable por equipos |